# Crescenzo Mazza

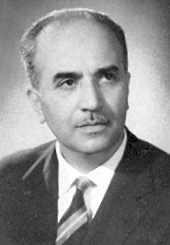
Crescenzo Mazza (1963)

Crescenzo Mazza (* 12. Januar 1910 in Torre del Greco, Provinz Neapel; † 28. August 1990 in Rom) war ein italienischer Politiker der Democrazia Cristiana (DC), der zwischen 1948 und 1972 Mitglied der Abgeordnetenkammer (Camera dei deputati) sowie zeitweise Minister war.

## Leben
Crescenzo Mazza absolvierte ein Studium der Medizin, das er mit einem Laurea in medicina beendete. Eine Fortbildung in Chirurgie schloss er mit einem Laurea in chirurgia ab und war danach als Chirurg tätig. Nach Kriegsende wurde er für die L’Uomo qualunque (FUQ) am 25. Juni 1946 als Vertreter von Neapel Mitglied der Verfassungsgebenden Versammlung (Assemblea Costituente) und gehörte dieser bis zum 31. Januar 1948 an. Am 1. Juni 1948 wurde er für die Democrazia Cristiana (DC) erstmals Mitglied der Abgeordnetenkammer (Camera dei deputati) und fungierte in der ersten Legislaturperiode zwischen 14. Juli 1949 und dem 24. Juni 1953 als Sekretär des Präsidenten der Abgeordnetenkammer. Das Amt als Sekretär des Präsidenten der Abgeordnetenkammer hatte er zwischen dem 20. August 1953 und dem 9. Juli 1955 auch in der zweiten Legislaturperiode inne. Danach fungierte er im Kabinett Segni I vom 9. Juli 1955 bis zum 19. Mai 1957 sowie auch im Kabinett Zoli zwischen dem 23. Mai 1957 und dem 1. Juli 1958 als Hochkommissar im Hochkommissariat für Hygiene und öffentliche Gesundheit (Alto Commissariato per l'igiene e la sanità pubblica).
In der dritten Legislaturperiode war Mazza im Kabinett Fanfani II zwischen dem 3. Juli 1958 und dem 15. Februar 1960 Unterstaatssekretär im Innenministerium (Sottosegretari di Stato all’Interno). Anschließend fungierte er im Kabinett Segni II vom 19. Februar 1959 bis zum 25. März 1960 als Unterstaatssekretär beim Ministerpräsidenten für Presse und Information (Sottosegretari di Stato alla Presidenza del Consiglio dei ministri per la Stampa e Informazioni). Im Kabinett Tambroni wiederum bekleidete er vom 2. April bis zum 26. Juli 1960 als Unterstaatssekretär im Ministerium für öffentliche Arbeiten (Sottosegretari di Stato ai Lavori pubblici). Anschließend war er zwischen dem 28. Juli 1960 bis zum 21. Februar 1962 im Kabinett Fanfani III Unterstaatssekretär im Gesundheitsministerium (Sottosegretari di Stato alla Sanità). Daraufhin hatte er im Kabinett Fanfani IV vom 24. Februar 1962 bis zum 21. Juni 1963 den Posten als Unterstaatssekretär im Ministerium für Post und Telekommunikation (Sottosegretari di Stato alle Poste e telecomunicazioni) inne. In der darauf folgenden vierten Legislaturperiode fungierte er zwischen dem 22. Juni und dem 4. Dezember 1963 im Kabinett Leone I als Unterstaatssekretär beim Ministerpräsidenten und Sekretär des Ministerrates (Sottosegretari di Stato alla Presidenza del Consiglio dei ministri con Segretario del Consiglio dei ministri). Im Anschluss war er vom 8. Dezember 1963 bis zum 22. Juli 1964 im Kabinett Moro I sowie zwischen dem 25. Juli 1964 und dem 23. Februar 1966 im Kabinett Moro II abermals Unterstaatssekretär im Innenministerium. Daraufhin war er im Kabinett Moro III vom 26. Februar 1966 bis zum 24. Juni 1968 erneut Unterstaatssekretär im Ministerium für Post und Telekommunikation.
In der fünften Legislaturperiode wurde Crescenzo Mazza erstmals in ein Ministeramt berufen und hatte vom 24. Juni bis zum 12. Dezember 1968 im Kabinett Leone II den Posten als Minister ohne Geschäftsbereich für die Beziehungen zum Parlament (Ministro senza portafoglio per i rapporti con il Parlamento) inne. Im darauf folgenden Kabinett Rumor I fungierte er zwischen dem 12. Dezember 1968 und dem 24. März 1969 als Minister ohne Geschäftsbereich für Sonderaufgaben (Ministro senza portafoglio per gli incarichi speciali) sowie nach einer Kabinettsumbildung vom 24. März bis zum 5. August 1969 als Minister für Post und Telekommunikation (Ministro delle Poste e telecomunicazioni). Am 24. Mai 1972 schied er nach 24 Jahren als Mitglied aus der Abgeordnetenkammer aus.